# Emilio Castro
Pour les articles homonymes, voir Castro et Emilio Castro (homonymie).
Emilio Castro (né le 2 mai 1927 en Uruguay et mort le 6 avril 2013 à Montevideo) est un pasteur de l'Église méthodiste unie, un théologien de la libération, un militant de l'œcuménisme et un pacifiste. Il a été secrétaire général du Conseil œcuménique des Églises (COE) de 1985 à 1992, le premier latino-américain à être à la tête de l'organisation.

## Études
Emilio Castro a étudié la théologie évangélique à Bâle, où il a été influencé par Karl Barth. Il obtient un doctorat en théologie à l'Université de Lausanne.

## Carrière
Emilio Castro travaille tout d'abord comme pasteur méthodiste, avant de s'engager dans plusieurs pays d'Amérique latine et institutions internationales œcuméniques.
Il travaille avec la Conférence chrétienne pour la paix (initiée en 1958 par Josef Hromádka en Tchécoslovaquie), participe à sa deuxième « Assemblée générale chrétienne pour la paix » à Prague en 1964 et devient l'un de ses vice-présidents.
En 1973, il est appelé au poste de directeur de la Commission de mission et d'évangélisation au COE à Genève. Il se donne comme objectif de faire entrer les pentecôtistes d'Amérique latine dans le COE.
Emilio Castro est secrétaire général du Conseil œcuménique des Églises (COE) de 1985 à 1992 et imprègne le travail œcuménique d'accents venant de la théologie de la libération. Il se fait remarquer par ses sermons progressistes et ses exigences en matière d'éthique sociale et de changements économiques et politiques, ce qui provoque de fortes objections dans les cercles conservateurs et du libéralisme économique. C'est pendant sa présidence qu'a lieu la première visite d'une délégation du COE en Afrique du Sud, à la suite de la libération de Nelson Mandela. Le COE a critiqué le système de l'apartheid pendant de nombreuses années.
Après sa retraite, il poursuit ses activités dans la recherche œcuménique vers un monde plus juste.
Il appelle en 2006 avec Konrad Raiser (son successeur au COE) à un congrès œcuménique international à l'école supérieur de théologie de San Leopoldo au Brésil, sur le thème « mission et œcuménisme en Amérique latine ». Ce congrès a lieu au même moment que la 9e assemblée générale du COE à Porto Alegre, et à seulement 35 km.

## Distinctions
En octobre 2006, le gouvernement chilien lui a remis la plus haute distinction que le Chili donne à des étrangers, la médaille de l'Ordre Bernardo O'Higgins, pour sa défense des droits de l'homme au Chili durant la dictature de Augusto Pinochet. C'est l'ambassadeur chilien auprès des organisations internationales à Genève, Carlos Portales, qui lui a remis cette décoration.

## Publications
- (en) A passion for unity : essays on ecumenical hopes and challenges, WCC Publications, Genève, 1992.
- (en) To the wind of God's Spirit : reflections on the Canberra theme, WCC Publications, Genève, 1990.
- (en) Sent free : mission and unity in the perspective of the kingdom, (The Risk book series, no 23), WCC Publications, Genève, 1985.
- (en) Freedom in mission : the perspective of the Kingdom of God : an ecumenical inquiry, (Oikoumene), WCC Publications, Genève, 1985.